# Zajedno (2011.)
Zajedno (srp. Заједно) je srpski film iz 2011. godine. Režirao ga je Mladen Matičević. Film je svoju premijeru imao 4. ožujka 2011. godine na beogradskom Festu.

## Radnja
Uroš je cijenjeni, nagrađivani beogradski književnik, nekadašnji profesor, koji sa ženom i sinom živi u kući na Neimaru. Već neko vrijeme je u kreativnoj krizi, dok je njegova žena nezadovoljna i zaglavljena u izvanbračnoj vezi. Njihova veza se neumitno bliži kraju i konačno puca kada jedne noći Uroš, njenom nesmotrenošću, nađe dokaz preljuba.